# Tiglinezuur
Tiglinezuur is een eenwaardig, onverzadigd carbonzuur. De stof komt voor in crotonolie en in verschillende andere producten van biologische oorsprong. Bij sommige soorten kevers wordt het aangetroffen in de als verdediging uitgescheiden vloeistof.

## Eigenschappen en toepassingen
Tiglinezuur is het E-isomeer van angelicazuur. Het beschikt over een dubbele binding tussen de koolstofatomen 2 en 3: daarmee valt het onder de groep van de alfa,bèta-onverzadigde carbonylverbindingen. De structuur is - afgezien van een extra methylgroep - vergelijkbaar met die van crotonzuur. Tiglinezuur is een vaste, doch vluchtige, stof met een zoetige, kruidachtige geur die toegepast wordt in parfums en als geurstof. Zouten en esters worden  aangeduid als tiglinaten.

## Ontdekking en naamgeving
Pelletier en Caventou isoleerden in 1819 een vluchtige kristalliseerbare verbinding uit de zaden van Schoenocaulon officinali, een in Mexico voorkomende plant uit de eenbesfamilie (Melanthiaceae). Naar de gebruiken van de tijd werd de verbinding sabadilzuur of cevadinezuur genoemd. Later kon aangetoond worden dat de verbinding identiek was aan de in 1865 door Frankland en Duppa geïsoleerde verbinding methylcrotonzuur. In 1870 konden Geuther en Fröhlich een zuur uit crotonolie bereiden, waaraan zij de naam tiglinezuur gaven. De naam verwijst naar de Latijnse soortnaam van de plant waaruit de olie gewonnen werd, Croton tiglium. De stof bleek later identiek te zijn aan het eerder beschreven methylcrotonzuur.

## Toxicologie en veiligheid
Tiglinezuur werkt irriterend op de huid, ogen en de luchtwegen.